# 消防泡沫

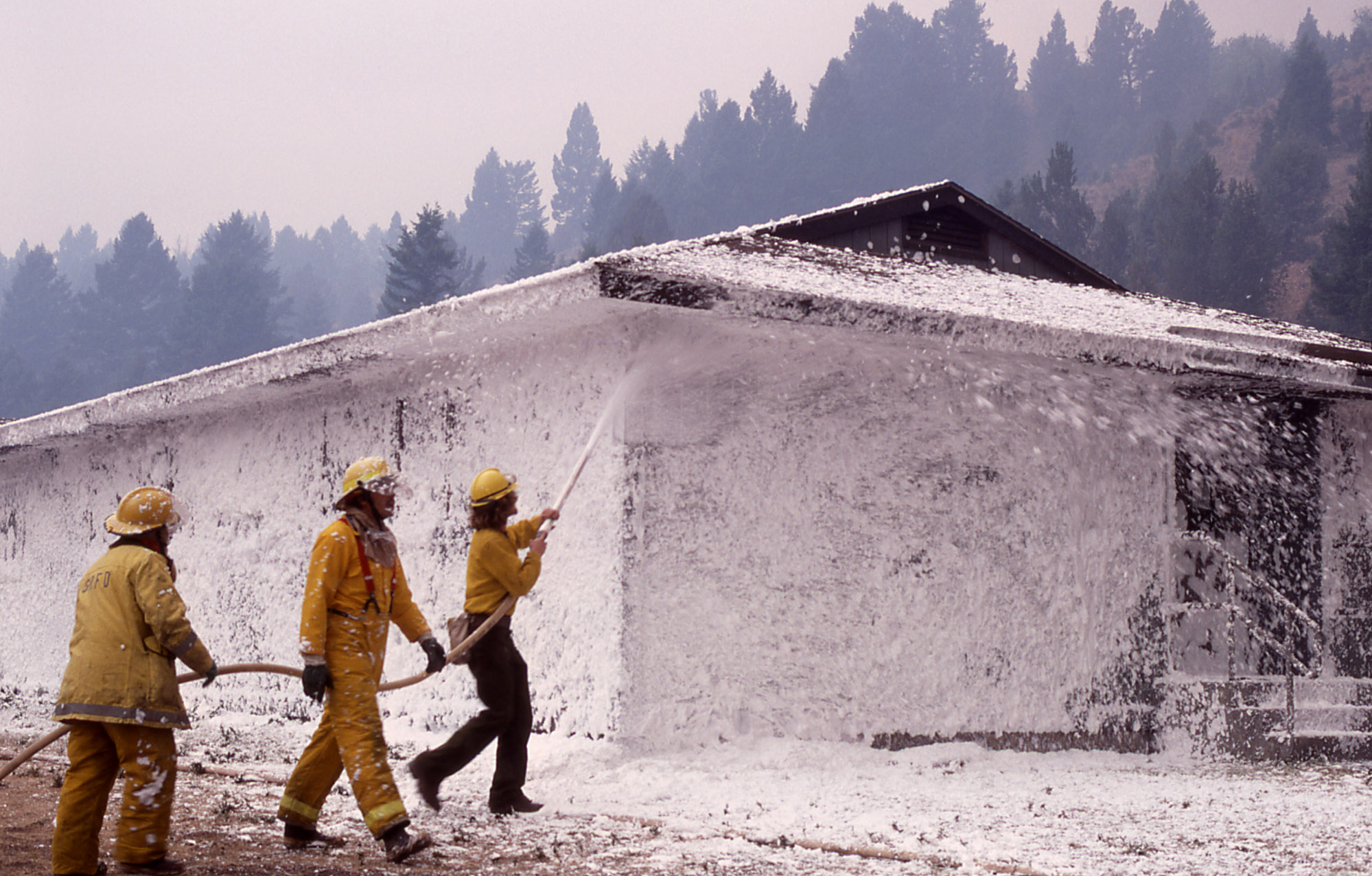
在1988年黄石公园大火中，消防队员正在噴射消防泡沫

消防泡沫是一种用于灭火的泡沫。它能冷却火势並覆蓋燃料以阻止燃料与氧气接触，从而抑制燃烧。消防泡沫是俄国工程师和化学家亚历山大·罗兰于1902年发明。